# Serratula
- Commons
- Wikispecies

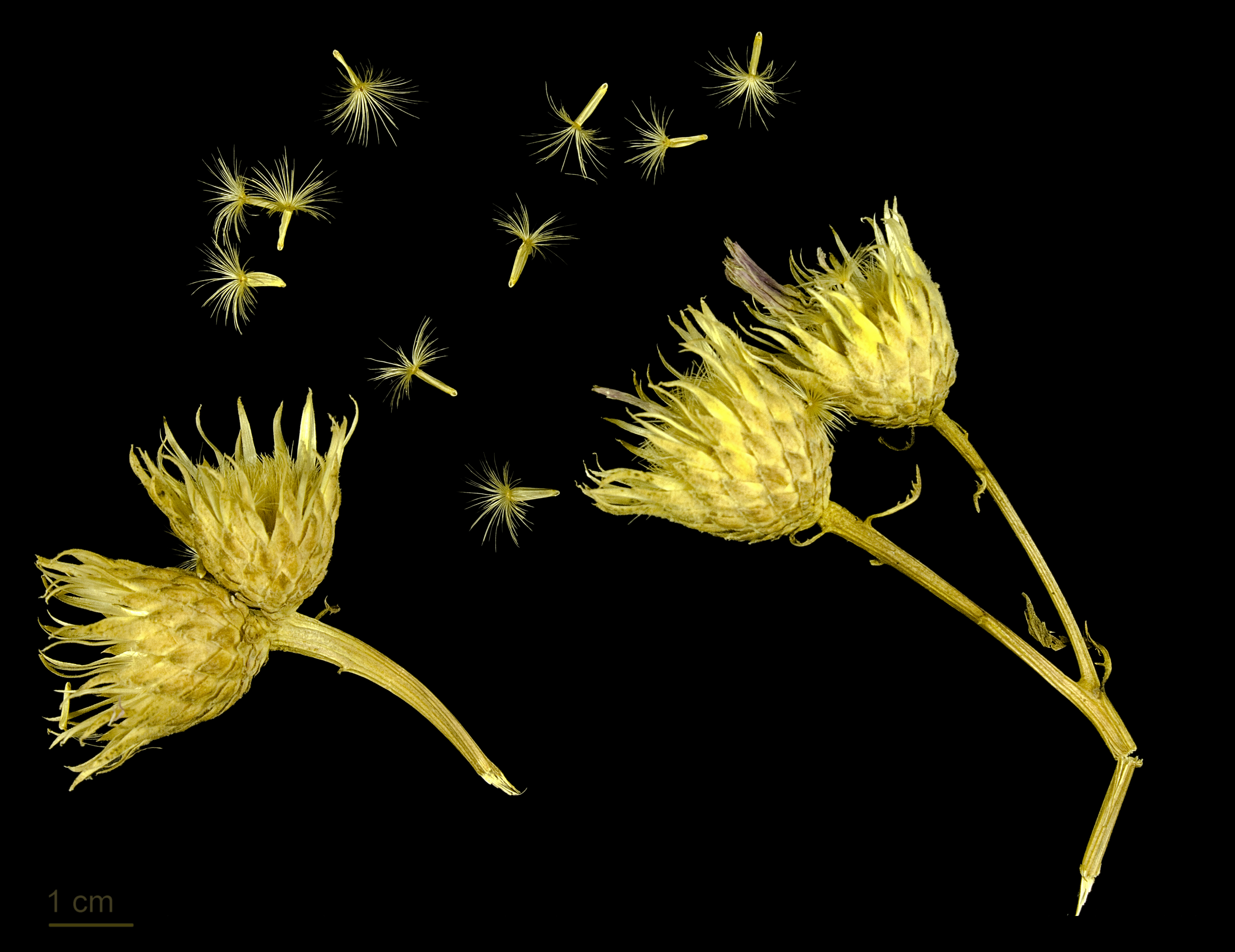
Serratula tinctoria - MHNT

Serratula é um género botânico pertencente à família Asteraceae.

## Classificação do gênero
| Sistema | Classificação                               | Referência               |
| ------- | ------------------------------------------- | ------------------------ |
| Linné   | Classe Syngenesia, ordem Polygamia aequalis | Species plantarum (1753) |

1. ↑  «Serratula — World Flora Online». www.worldfloraonline.org. Consultado em 19 de agosto de 2020